# Hermann Sautter
Hermann Sautter (* 4. Januar 1938 in Giengen an der Brenz, Württemberg) ist ein deutscher Ökonom, emeritierter Professor für Volkswirtschaftstheorie und Entwicklungsökonomik an der Universität Göttingen
Von 1959 bis 1960 studierte an der Eberhard Karls Universität Tübingen und von 1960 bis 1964 an der Universität Hamburg Wirtschaftswissenschaften. In Hamburg legte er sein Diplom ab und promovierte 1970 zum Dr. rer. pol. Von 1978 bis März 1992 war er Professor für Entwicklungsökonomik in Frankfurt am Main. Von 1992 bis zu seinem Ruhestand 2003 war er in Göttingen Professor.
Er war von 2003 bis 31. März 2012 Vorsitzender der Studentenmission in Deutschland (SMD). Sautter ist seit 1966 verheiratet und hat drei Kinder.

## Veröffentlichungen (Auswahl)
- Konsequenzen der Agrarpolitik europäischer Industrieländer für Argentinien (zugl. Dissertation, Universität Hamburg), Vandenhoeck & Ruprecht, Göttingen 1971, ISBN 978-3-525-12109-2.
- Strukturveränderungen im argentinischen Aussenhandel unter dem Einfluss der europäischen Handelspolitik, Klett, Stuttgart 1973, ISBN 978-3-12-949500-1.
- mit Helmuth Egelkraut und Werner Lachmann: Die Krise der Arbeitsgesellschaft: Chancen und Grenzen christliche Verantwortung, SCM R. Brockhaus, Wuppertal 1984, ISBN 978-3-417-29512-2.
- Weltwirtschaftsordnung. Die Institutionen der globalen Ökonomie, Vahlen, München 2004, ISBN 978-3-8006-3082-0.
- Für eine bessere Globalisierung, SCM R. Brockhaus, Witten 2008, ISBN 978-3-417-24207-2.
- Verantwortlich wirtschaften. Die Ethik gesamtwirtschaftlicher Regelwerke und des unternehmerischen Handelns, Metropolis-Verlag, Marburg 2017, ISBN 978-3-7316-1267-4.